# Castellars
Castellars, również: Castellàs, Castellars de l’Abadiat – miejscowość w Hiszpanii, w Katalonii, w prowincji Lleida, w comarce Alta Ribagorça, w gminie El Pont de Suert.
Według danych opublikowanych przez Institut d’Estadística de Catalunya w 2020 roku liczyła 8 mieszkańców – 2 mężczyzn i 6 kobiet. Liczba mieszkańców w poprzednich latach: 9 (2008), 9 (2009), 9 (2014), 8 (2015), 8 (2019).